# Мартін Камбуров
Мартін Камбуров (болг. Мартин Камбуров; нар. 13 жовтня 1980, Свиленград) — болгарський футболіст, нападник клубу ЦСКА 1948.
Є одним з найкращих бомбардирів в історії «Локомотива» (Пловдив), а також шість разів ставав найкращим бомбардиром чемпіонату Болгарії. Крім того провів 15 матчів за національну збірну Болгарії.

## Клубна кар'єра
Народився 13 жовтня 1980 року в місті Свиленград. Вихованець футбольної школи клубу «Ботев» (Пловдив). Дорослу футбольну кар'єру розпочав 1998 року в основній команді того ж клубу, в якій провів один рік, взявши участь у 12 матчах чемпіонату.
На початку 2000 року перейшов у стан команди-суперників, «Локомотив» (Пловдив), де з першого разу закріпитись не зумів і в подальшому грав за «Свиленград», «Ботев» (Пловдив) та «Спартак» (Плевен).
Своєю грою за останню команду знову привернув увагу представників тренерського штабу клубу «Локомотив» (Пловдив), до складу якого повернувся 2002 року. Цього разу відіграв за команду з Пловдива наступні чотири сезони своєї ігрової кар'єри. Більшість часу, проведеного у складі пловдивського «Локомотива», був основним гравцем атакувальної ланки команди і одним з головних бомбардирів команди, маючи середню результативність на рівні 0,8 голу за гру першості. З командою Камбуров виграв титул чемпіона Болгарії і Суперкубок країни в 2004 році, а в 2005 році став бронзовим призером. Камубров в обидва ці сезони ставав найкращим бомбардиром команди з 26 і 27 голами відповідно.
У грудні 2005 року Камбуров перейшов у команду «Аль-Аглі» з ОАЕ за 2 млн євро і підписав контракт на п'ять років. На поле виходив у 33 матчах, забив 16 голів, після чого у 2007 році ненадовго повернувся в свій колишній клуб «Локомотив».
Наприкінці 2007 року Мартін перебрався в Грецію, де виступав за «Астерас». У Греції пробув близько року, однак не користувався довірою тренерського штабу і в кінці 2008 року розірвав контракт з клубом.
9 січня 2009 року підписав контракт з «Локомотивом» (Софія), контракт був розрахований на три роки. У команді грав під номером 19. Початок сезону виявився вдалим, Мартін забив 10 м'ячів у шести матчах чемпіонату, в тому числі хет-трик в гостьовому матчі проти «Левскі» 11 квітня 2009 року. У сезоні 2008/09 років Мартін втретє ставав найкращим бомбардиром чемпіонату Болгарії, забивши 17 м'ячів, при цьому відігравши всього лише половину сезону. А за підсумками наступного сезону 2009/10 років Мартін забив 16 голів у 29 матчах.
У липні 2010 року гравець перейшов у китайський клуб «Далянь Шиде». Дебют за нову команду відбувся 28 липня, перший гол забив 1 серпня 2010 року. Всього зіграв за китайський клуб 64 матчі в чемпіонаті, в яких забив 27 голів.
У грудні 2012 повернувся в Болгарію, підписавши контракт з ЦСКА (Софія), де грав до кінця сезону.
Влітку 2013 року Камбуров повернувся в «Локомотив» (Пловдив), у складі якого вчетверте став найкращим бомбардиром чемпіонату з 20 голами в 35 матчах в сезоні 2013/14.
5 червня 2014 року Мартін знову перейшов в ЦСКА, підписавши контракт строком на один рік. Проте після повернення до складу «армійців» Камбуров зіграв лише два офіційних матчі за команду — проти молдавського «Зімбру» в Лізі Європи, після чого покинув клуб в кінці липня 2014 року.
Незабаром Камбуров знову приєднався до складу «Локомотива» (Пловдив). Відіграв за команду з Пловдива 91 матч в національному чемпіонаті.
8 серпня 2017 перейшов до команди «Берое» (Стара Загора). 5 березня 2019 уклав з «Берое» однорічний контракт.
У червні 2020 Камбуров перейшов до клубу ЦСКА 1948.

## Виступи за збірну
2004 року дебютував в офіційних матчах у складі національної збірної Болгарії. Протягом наступних семи років провів у формі головної команди країни лише 15 матчів, так і не зумівши забити жодного голу.

## Досягнення
- Чемпіон Болгарії (1): 2003/04
- Володар Суперкубка Болгарії (1): 2004
- Найкращий бомбардир чемпіонату Болгарії (6): 2003/04 (25 голи), 2004/05 (27 голів), 2008/09 (17 голів), 2013/14 (20 голів), 2015/16 (18 голів), 2019/20 (18 голів)